# Charlottesville Men's Pro Challenger 2022
Il Charlottesville Men's Pro Challenger 2022 è stato un torneo maschile tennis professionistico. È stata la 13ª edizione del torneo, facente parte della categoria Challenger 80 nell'ambito dell'ATP Challenger Tour 2022, con un montepremi di 53 120 $. Si è svolto dal 31 ottobre al 6 novembre 2022 sui campi in cemento del Boar's Head Sports Club di Charlottesville, negli Stati Uniti.

## Partecipanti

### Teste di serie
| Nazionalità | Giocatore            | Ranking* | Testa di serie |
| ----------- | -------------------- | -------- | -------------- |
| Stati Uniti | Denis Kudla          | 102      | 1              |
| Stati Uniti | Michael Mmoh         | 111      | 2              |
| Stati Uniti | Stefan Kozlov        | 133      | 3              |
| Stati Uniti | Christopher Eubanks  | 137      | 4              |
| Argentina   | Juan Pablo Ficovich  | 148      | 5              |
| Stati Uniti | Ben Shelton          | 158      | 6              |
| Stati Uniti | Aleksandar Kovacevic | 165      | 7              |
| Stati Uniti | Emilio Nava          | 173      | 8              |

* Ranking al 24 ottobre 2022.

### Altri partecipanti
I seguenti giocatori hanno ricevuto una wild card per il tabellone principale:
- Alafia Ayeni
- Iñaki Montes de la Torre
- Ethan Quinn

Il seguente giocatore è entrato in tabellone come special exempt:
- Tennys Sandgren

I seguenti giocatori sono entrati in tabellone come alternate:
- Aziz Dougaz
- Lucas Gerch

I seguenti giocatori sono passati dalle qualificazioni:
- Chris Rodesch
- Ulises Blanch
- Aidan McHugh
- Edan Leshem
- Nathan Ponwith
- Murphy Cassone

## Campioni

### Singolare
Ben Shelton ha sconfitto in finale  Christopher Eubanks con il punteggio di 7–6(4), 7–5.

### Doppio
Julian Cash /  Henry Patten hanno sconfitto in finale  Alex Lawson /  Artem Sitak con il punteggio di 6–2, 6–4.